# Die Langoliers
Die Langoliers (alternative Titel: Stephen Kings Langoliers – Verschollen im Zeitloch, Langoliers – Die andere Dimension; englischer Originaltitel: The Langoliers) ist ein zweiteiliger US-amerikanischer Science-Fiction-Fernsehfilm von 1995 nach der gleichnamigen Novelle von Stephen King. King hat in dem Thriller einen Kurzauftritt als Geschäftsmann. Der Film behandelt die Idee, dass die Welt der Gegenwart, nachdem sie zur Vergangenheit geworden ist, vernichtet wird. Eine Gruppe von Flugreisenden landet durch Zufall in diesem in der Zerstörung befindlichen Augenblick und versucht, ihrem Schicksal zu entkommen.

## Handlung
Während eines Nachtfluges von Los Angeles nach Boston passiert etwas Merkwürdiges. Fluggäste, die während des Fluges eingeschlafen sind, wachen wieder auf und stellen fest, dass die meisten Insassen fehlen. Die Personen inklusive der Crew sind verschwunden, zurückgeblieben sind nur Gegenstände, die den Betroffenen gehört haben, darunter allerdings auch Sachen aus dem Inneren der Personen, wie Zahnfüllungen, Herzschrittmacher und künstliche Gelenke. Mithilfe des Piloten Brian Engle, der zufällig im Flugzeug ist und es fliegen kann, landen die Übriggebliebenen sicher auf dem, allerdings menschenleeren, Flugplatz Bangor. Im Flugzeug sind nur noch wenige Personen; außer Engle der Geschäftsmann Craig Toomy, der psychisch sehr labil ist und in Panik gerät, weil er einen wichtigen Geschäftstermin verpassen wird, das blinde Mädchen Dinah Bellman, das auf dem Weg zu einer Augenoperation ist und das wegen seiner Blindheit seine anderen Fähigkeiten wie Hörsinn oder Intuition besonders gut entwickelt hat, der für den britischen Geheimdienst tätige Nick Hopewell, der einen Auftragsmord in Boston begehen soll, der Musikstudent Albert Kaussner, ein junger Mann, der gerne Tagträumen nachhängt, der Schriftsteller Bob Jenkins, der sehr schnell die ersten Zusammenhänge dieses Unglücks erkennt, Don Gaffney, der seine erste Enkelin besuchen will, außerdem noch die Lehrerin Laurel Stevenson, die drogenabhängige Bethany Simms und Rudy Warwick, ein gutmütiger Kerl, der nach überreichlichem Alkoholgenuss über seine Kopfschmerzen jammert. Alle haben gemeinsam, dass sie während des Fluges schliefen.
Den Überlebenden wird sehr schnell die Situation klar. Sämtliche Funkfrequenzen sind tot, die überflogenen Städte, normalerweise in der Nacht hell erleuchtet, sind stockdunkel. Andere Flugzeuge sind nicht zu sehen und nicht zu erreichen – es macht den Eindruck, als wenn es die „normale“ Welt nicht mehr gebe. Die Luft hat keinen Geruch und keinen Geschmack; es gibt keinen Wind und nur sehr gedämpfte, kraftlose Geräusche. Auf dem Flughafen und in den Flughafengebäuden ist keine Menschenseele vorzufinden. Speisen und Getränke, die sie auf dem Flugplatz vorfinden, haben keinen Geschmack. Das gesamte Umfeld wirkt irgendwie farblos und macht einen verbrauchten Eindruck.
Bob Jenkins erkennt als erster die Zusammenhänge: Sie müssen durch ein wie auch immer geartetes Zeitloch in der Vergangenheit hängengeblieben sein, wobei beim Durchdringen des Zeitlochs alle Passagiere, die nicht geschlafen hatten, verschwunden sind, da sie in der Gegenwart geblieben sind. Die erste Annahme, dass etwas mit der übrigen Welt passiert sein müsse, war somit falsch – nicht der Welt ist etwas zugestoßen, sondern nur den Überlebenden dieses Fluges. Jenkins vermutet, dass sie nur ein paar Minuten in die Vergangenheit geschleudert wurden – was aber ausreicht, um sie unrettbar verloren erscheinen zu lassen.
Craig Toomy beginnt durchzudrehen und erzählt von Monstern, die er „Langoliers“ nennt. Als er noch ein Kind war, sagte sein Vater zu ihm, wenn er jemals faul sein sollte und seine Aufgaben nicht erfülle, würden die Langoliers kommen und ihn verschlingen. Währenddessen hört die blinde Dinah in der Ferne knisternde, unheimliche Geräusche, die sich schnell nähern. Sie rät den anderen fast panisch, sofort wieder zu verschwinden, weil die „Langoliers“ kommen. Die Überlebenden setzen alles daran, das Flugzeug wieder aufzutanken und zu fliehen. Toomy jedoch verliert den Verstand, greift Dinah mit einem Messer an und verletzt sie schwer. Albert und Gaffney wollen eine Trage für Dinah holen, doch Craig taucht auf und ersticht Gaffney. Albert gelingt es, Toomy bewusstlos zu schlagen. Nick will Toomy töten, hört jedoch auf Dinahs Bitte, Toomy am Leben zu lassen, da er noch eine wichtige Rolle spielen werde.
Kurz darauf sehen sie zum ersten Mal am Horizont die „Langoliers“ – große, runde Wesen, die nur aus einem gigantischen Maul mit stählernen Zähnen bestehen und deren einziger Daseinszweck das Fressen zu sein scheint. Die Überlebenden erkennen, was mit der Welt geschieht, wenn die Gegenwart zur Vergangenheit wird: Die „Langoliers“ kommen und fressen sie auf – im wahrsten Sinne des Wortes. Gebäude, Autos, Bäume, Startbahnen – ihre Fressspur ist das schwarze, absolute Nichts.
Toomy kommt zum Flugfeld und bildet sich ein, die Geschäftsleute, mit denen er den Termin hat, nahe der Startbahn zu sehen. Er gesteht vor den fiktiven Geschäftsmännern, dass er das erwartete Geld verspekuliert hat. Dann erblickt er plötzlich die Langoliers und versucht zu fliehen, wird aber von ihnen verfolgt und gefressen. Das war es, was Dinah gemeint hat: Sein Tod hat den anderen Überlebenden Zeit verschafft, in das Flugzeug einzusteigen. Es gelingt den Überlebenden, ohne Craig Toomy in allerletzter Sekunde wieder zu starten. Wieder in der Luft fliegen die Überlebenden in einem leeren Himmel, unter sich das absolute Nichts.
Der Flugcomputer wurde so programmiert, dass das Flugzeug die gleiche Strecke zurückfliegt; die Überlebenden hoffen, auf diesem Weg das Zeitloch zu finden, um in umgekehrter Richtung erneut hindurch fliegen zu können und wieder in die Welt der Gegenwart zurückzukehren. Dinah erklärt Laurel, dass sie ihre Aufgabe erfüllt habe, und stirbt an ihrer Verletzung. Die Suche gelingt, sie finden das Zeitloch – ein farbenprächtiges Gebilde im Himmel, dessen schwarzer Mittelpunkt die Rückkehr verheißt. Bob erklärt, dass alle schlafen müssen, um das Zeitloch zu durchschreiten. Die anderen versetzen sich mittels Unterdruck in der Kabine in eine tiefe Bewusstlosigkeit, um nicht aufgelöst zu werden. Nick Hopewell opfert sich, um das Flugzeug wach durch das Zeitloch zu steuern. Der Durchflug gelingt, wobei Nick Hopewell verschwindet. Von ihm bleibt nur seine Armbanduhr.
Aber alle Mühen scheinen zunächst umsonst gewesen zu sein, denn nach der Landung stellen die Überlebenden fest, dass sie erneut in einer toten Welt gelandet sind und die einzigen lebenden Wesen zu sein scheinen. Doch irgendetwas ist anders: Diese Welt macht den Eindruck strahlender Präsenz. Sie wirkt frisch, als warte sie darauf, gerade erst geboren zu werden. Wieder ist es Jenkins, der erkennt, dass sie diesmal wohl 15 Minuten in die Zukunft versetzt wurden – aber ein ständiges, zunehmendes Brummen weist darauf hin, dass die Gegenwart gerade im Begriff ist, sich in diese Zukunft „einzuklinken“. Und so passiert es dann auch. Voller Freude sehen die Überlebenden, wie die ersten menschlichen Schemen in der leeren Empfangshalle auftauchen und sich zu realen Menschen aus Fleisch und Blut manifestieren.

## Kritiken
„Dümmlich in den Dialogen, plump gespielt, aber immerhin handwerklich solide, so daß ein Mindestmaß an Unterhaltung geboten wird.“

„Eine der gelungeneren Stephen-King-Verfilmungen der letzten Zeit: Trotz Überlänge und TV-Optik keine Sekunde langweilig.“

„Der TV-Zweiteiler nach einer King-Kurzgeschichte bietet gruselige Momente und einen schrägen Gastauftritt des Autors, hat aber auch klare Längen. Fazit: Geht so. Das Grauen lässt sich zu viel Zeit.“

## Auszeichnungen
Der Tonschnitt wurde im Jahr 1995 für den Emmy Award und im Jahr 1996 für den Cinema Audio Society Award nominiert. Der Film wurde 1996 als Bester Fernsehfilm für den Saturn Award nominiert.

## Sonstiges
- Stephen King hat einen Cameo-Auftritt als Vorsitzender der Geschäftsleute, die von Toomy halluziniert werden.
- Die beiden Teile wurden größtenteils auf dem Bangor International Airport in Bangor, Maine gedreht, der Heimatstadt von Stephen King.